# نامه‌ای برای آفتاب (انیمیشن)
نامه‌ای برای آفتاب عنوان پویانمایی ۳۰ دقیقه‌ای با نگاه به زندگی علی بن موسی الرضا است که در سال ۱۳۹۲ در مشهد تهیه و تولید گردیده است. این پویانمایی به کارگردانی محمد افشارنژاد و تهیه کنندگی سید داود طباطبایی، در گروه پویا نگاه رضوی تهیه و تولید شده‌است.

## داستان
«بابک» و «گلچهره» مادری بیمار دارند که اطباء از معالجه اش عاجزند. همزمان با ورود علی بن موسی الرضا به ایران، این دو کودک تصمیم می‌گیرند نامه به او بنویسند و از وی بخواهند برای شفای مادرشان بیاید. بابک شخصاً بردن نامه را به عهده می‌گیرد و راهی سفری عجیب می‌شود. سفری که منجر به شناخت وی با شخصیت علی بن موسی الرضا می‌شود.

## جوایز
- برنده جایزه و لوح افتخار از چهارمین جشنواره فیلم مردمی عمار[۲]
- کسب رتبه دوم در ششمین جشنواره ملی پویانمایی رضوی[۳]